# Magnolia conifera
Magnolia conifera este o specie de plante din genul Magnolia, familia Magnoliaceae. A fost descrisă pentru prima dată de James Edgar Dandy, și a primit numele actual de la Venkatachalam Sampath Kumar.

## Subspecii
Această specie cuprinde următoarele subspecii:
- M. c. chingii
- M. c. conifera